# Мойя, Роберто
Роберто Сатурнино Мойя Сандоваль (исп. Roberto Saturnino Moya Sandoval; 11 февраля 1965, Гавана — 21 мая 2020, Валенсия) — кубинский легкоатлет, специалист по метанию диска. Выступал за сборную Кубы по лёгкой атлетике в 1986—1996 годах, бронзовый призёр летних Олимпийских игр в Барселоне, чемпион Панамериканских игр, чемпион Игр Центральной Америки и Карибского бассейна, обладатель бронзовой медали Универсиады, победитель и призёр первенств национального значения. Впоследствии проживал в Испании, работал тренером по лёгкой атлетике.

## Биография
Роберто Мойя родился 11 февраля 1965 года в Гаване, Куба.
Впервые заявил о себе в лёгкой атлетике в сезоне 1984 года, когда на соревнованиях в Сантьяго-де-Куба метнул диск на 49,10 метра.
Первого серьёзного успеха на международном уровне добился в 1986 году — в составе кубинской национальной сборной одержал победу на иберо-американском чемпионате в Гаване.
В 1987 году победил на чемпионате Центральной Америки и Карибского бассейна в Каракасе.
В 1989 году был лучшим на чемпионате Центральной Америки и Карибского бассейна в Сан-Хуане. Будучи студентом, представлял Кубу на Универсиаде в Дуйсбурге, где стал бронзовым призёром.
В июне 1990 года на соревнованиях в Гаване установил свой личный рекорд в метании диска — 65,68 метра. На Играх Центральной Америки и Карибского бассейна в Мехико превзошёл всех соперников и завоевал золотую медаль.
В 1991 году получил серебро на домашних Панамериканских играх в Гаване, занял восьмое место на чемпионате мира в Токио.
Благодаря череде удачных выступлений удостоился права защищать честь страны на летних Олимпийских играх 1992 года в Барселоне — в финале метания диска показал результат 64,12 метра, тем самым расположился в итоговом протоколе соревнований на третьей строке и выиграл бронзовую олимпийскую награду — уступил здесь только литовцу Ромасу Убартасу и немцу Юргену Шульту. Также в этом сезоне выступил на Кубке мира в Гаване, став в своей дисциплине серебряным призёром.
В 1993 году принял участие в чемпионате мира в Штутгарте, но в финал не вышел.
В 1994 году стал четвёртым на Играх доброй воли в Санкт-Петербурге.
В 1995 году победил на Панамериканских играх в Мар-дель-Плате, метал диск на чемпионате мира в Гётеборге.
Находясь в числе лидеров кубинской легкоатлетической команды, благополучно прошёл отбор на Олимпийские игры 1996 года в Атланте — на предварительном квалификационном этапе метнул диск на 59,22 метра, чего оказалось недостаточно для выхода в финал.
В 1998 году Мойя перебрался на постоянное жительство в Испанию, а в августе 2001 года получил испанское гражданство. Работал таксистом в Гранаде, проявил себя на тренерском поприще, при этом вплоть до 2012 года продолжал выступать в метании диска на различных местных турнирах.
Умер 21 мая 2020 года в Валенсии в возрасте 55 лет.